# Ercheia cyllaria
Ercheia cyllaria là một loài bướm đêm thuộc họ Noctuidae. Nó được tìm thấy ở the Indian subregion, Đài Loan, Nhật Bản, Đông Dương, Thái Lan, bán đảo Mã Lai, Sumatra, Borneo, Seram và quần đảo Kai.
Ấu trùng ăn các loài Asparagus, Brassica, Dalbergia và Grewia.

## Hình ảnh

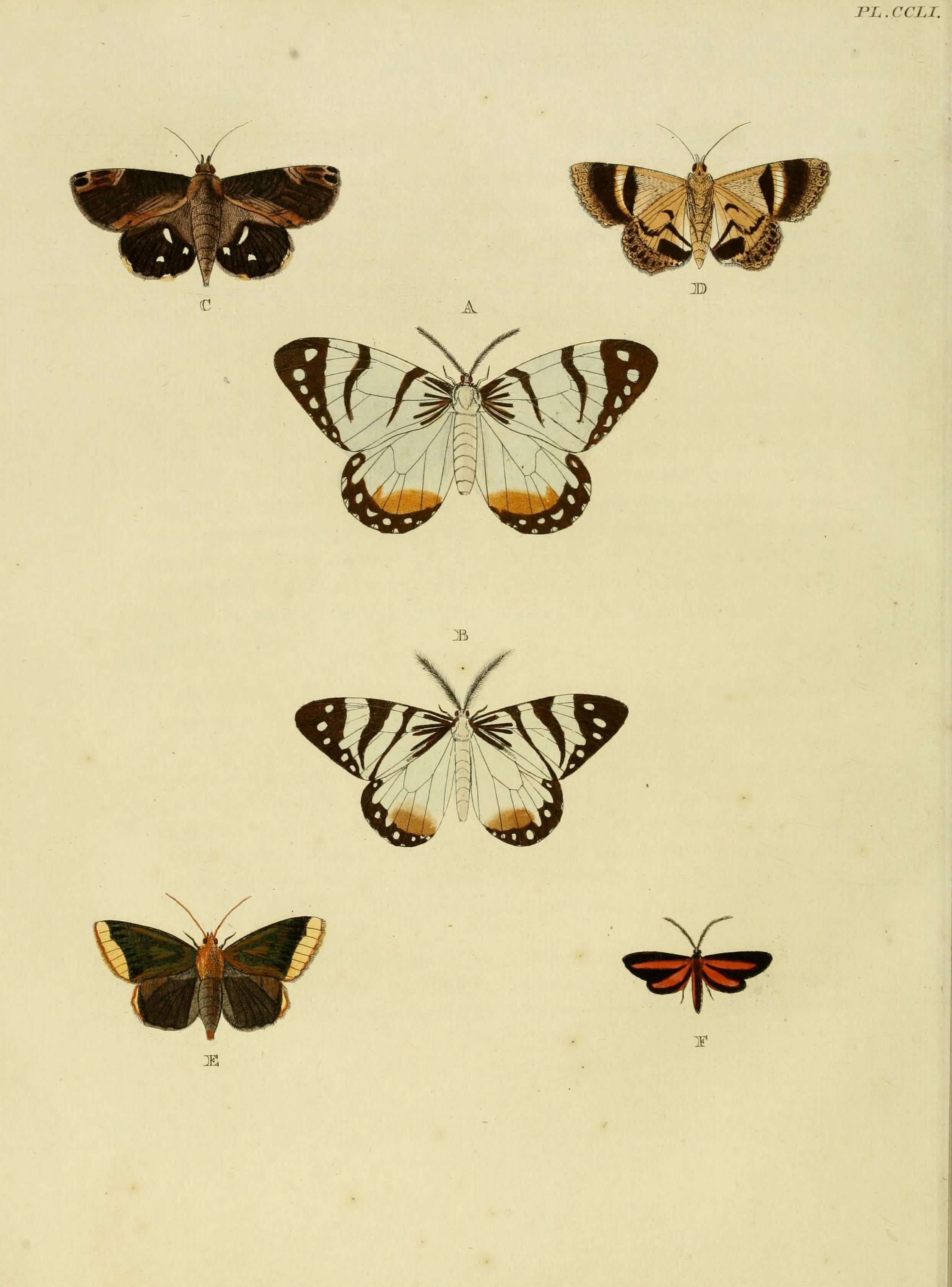